# Sejenice
Sejenice – wieś w Słowenii, w gminie Trebnje. W 2018 roku liczyła 27 mieszkańców.